# Macroglossum ronja
Macroglossum ronja là một loài bướm đêm thuộc họ Sphingidae. Loài này có ở Sulawesi.